# Whitley County, Indiana
Whitley County är ett administrativt område i nordöstra delen av delstaten Indiana, USA, med 33 292 invånare. Den administrativa huvudorten (county seat) är Columbia City.

## Geografi
Enligt United States Census Bureau så har countyt en total area på 875 km². 869 km² av den arean är land och 6 km² är vatten.

### Angränsande countyn
- Noble County - norr
- Allen County - öst
- Huntington County - söder
- Wabash County - sydväst
- Kosciusko County - väst

### Större orter
- Columbia City - 7 000 invånare
- Tri-Lakes - 3 900